# Walter Kohl
Walter Kohl, född 2 november 1930 i Gleink nära Steyr, är en österrikisk-svensk trädgårdsarkitekt. 
Kohl, som är son till trädgårdsmästare Anton Kohl och Aloisia Kassegger, studerade vid Kongl. Danske Haveselskabs anlægsgartnerskole i Köpenhamn 1953–1954, avlade trädgårdsarkitektexamen vid Kunstakademiets Arkitektskole i Köpenhamn 1957 och studerade stadsplanering 1959. Han praktiserade vid Trädgårdsföreningen i Göteborg, Bergianska trädgården i Stockholm och var därefter anställd hos trädgårdsarkitekt Carl Olov Orback i Stockholm, Eric Anjou och Walter Bauer i Stockholm, Jørn Palle Schmidt i Köpenhamn samt trädgårdsanläggare John Nilsson i Malmö och startade egen trädgårdsarkitektfirma i Malmö 1958. Han har projekterat trädgårdsanläggningar vid bostadsområden, skolor, ålderdomshem och fritidsområden samt skrivit artiklar i fackpress.